# Nea Anchialos
Nea Anchialos (Grieks: Νέα Αγχίαλος) is een deelgemeente (dimotiki enotita) van de fusiegemeente (dimos) Volos, in de Griekse bestuurlijke regio (periferia) Thessalië.

## Gemeentelijke indeling
De plaats Nea Anchialos is als volgt onderverdeeld:
- Nea Anchialos
  - Nea Anchialos
  - Agios Georgios
  - Velanidia
  - Dimitriada
  - Kritharia
  - Marathos
- Aidinion
- Mikrothives
  - Mikrothives
  - Kastraki

## Verkeer en vervoer

### Wegen
De volgende wegen lopen door de gemeenten:
- A1 (E75)
- A30